# Aglomeracija (urbanizam)
Aglomeracija (lat. agglomerare - okupiti) u urbanoj geografiji označava gusto naseljeno urbano područje nastalo okupljanjem okolnih naselja s pripadnim gradom u veću cjelinu ili, jednostavnije, grad s urbaniziranom okolicom. To se obično odnosi na spajanje predgrađa i okolnih naselja s gradovima koje okružuju, čime se stupanj središnjosti i stupanj urbanizacije tog grada proširuju i na pridružena područja što za posljedicu ima okupljanje sve većeg broja stanovništva unutar aglomeracije. To za posljedicu može imati odlijev stanovništva iz šire okolice u područje aglomeracije, čime se pojačava proces centralizacije, a time i jačanje utjecaja aglomeracijskog središta (»jezgre aglomeracije«). Priljev pučanstva tako sraslom urbanom području za sobom donosi i rastuću potražnju dobara, usluga, stambene, sanitarne i prometne infrastrukture, pri čemu dolazi do očitovanja svih neželjenih posljedica urbanizacije, a što se napose odnosi na slabije razvijena područjia.
Okupljanjem više aglomeracija ili velikih urbanih cjelina nastaju konurbacije i metropolitanska područja.